# Moustapha Alassane
Moustapha Alassane (N'Dougou, 1942 – 17 de março de 2015) é um ator, argumentista e realizador nigerino.

## Biografia
Nascido em 1942 em N'Dougou (Níger), Mustapha Alassane começa por formar-se em mecânica. Nas instalações da Rouch IRSH em Niamey aprende a técnica cinematográfica, tornando-se um dos seus principais investigadores. Jean Rouch facilita a sua formação e estadia no Canadá, onde conhece o famoso Norman McLaren, que lhe ensina os segredos da animação.
É um dos primeiros cineastas de África, contribuindo para que o Níger se tornasse um país de referência no cinema africano, equilibrando os pratos da balança com o Senegal. Os primeiros filmes animados da África subsaariana são da sua autoria, tendo também realizado documentários e obras de ficção. Foi Director do Departamento de Cinema da Universidade de Niamey durante 15 anos.
Moustapha Alassane realizou, em 1962, duas curtas-metragens inspiradas em contos tradicionais: “Aoure” e “La Bague du roi Koda”. Representante da cultura africana ("Deela ou el Barka le conteur", 1969; "Shaki", 1973), Alassane usa também a sátira de costumes ("F.V.V.A., femme, villa, voiture, argent", 1972), denunciando a sede de poder das “novas riquezas” em África. A crítica e o humor negro estão, aliás, presentes assiduamente nos filmes do realizador.
A rã é o seu animal favorito e personagem principal dos seus filmes de animação, por considerar pura e simplesmente que animar a figura humana não é tão divertido.
Realizou cerca de trinta filmes de animação, ficção e documentário, que sublinham o olhar satírico em relação aos costumes sociais do seu país.
Actualmente, a sua oficina de trabalho está montada em Tahoua, uma pacata cidade do interior do Níger, longe da azáfama da capital Niamey, denotando a humildade de um dos realizadores africanos mais conceituados em todo o mundo, ao fugir às multidões. É ali que, partindo das bases de mecânica que tem, Moustapha Alassane desenvolve o seu trabalho utilizando vários tipos de material para criar as suas histórias: madeira, arame ou metal, cola, panos, espuma…
Retrospectivas da sua filmografia e homenagens à sua carreira têm sido feitas em diversos dos mais prestigiados festivais espalhados por todo o mundo.
Moustapha Alassane foi feito Cavaleiro da Legião de Honra, durante o Festival de Cannes 2007.

## Filmografia

### Como realizador
- 1962: La Bague du roi Koda
- 1962: Aoure
- 1962: La Pileuse de Mil
- 1962: Le piroguier
- 1963: La mort du Gandji
- 1964: L’arachide de Santchira
- 1966: Le Retour d'un aventurier
- 1966: Bon voyage Sim
- 1967: Malbaza
- 1969: Les contre Bandiers
- 1970: Deela ou Albarka
- 1971: Jamyya
- 1972: Femmes, voitures, villas, argent
- 1972: Abimbola ou Shaki
- 1973: Siberi
- 1974: Soubane
- 1974: Toula ou O Génio das Águas
- 1975: Zaboa
- 1978: Samba le grand
- 1982: Agwane mon Village
- 1982: Kankamba ou le semeur de discorde
- 1982: Gourimou
- 2000: Soolo
- 2000: Adieu Sim
- 2001: Les magiciens de l'Ader
- 2001: Agaissa
- 2001: Kokoa
- 2003: Tagimba

### Como ator
- Petit à petit - Moustaphe (1971)
- L'Étoile noire (1976)

### Como argumentista
- Toula ou Le génie des eaux (1974)

## Filmes sobre Moustapha Alassane
A arte de Alassane inspirou a que se fizessem dois documentários sobre ele: Animation et creation:
Univers du cinema de Moustapha Alassane (2002, 19 min), realizado por Debra S. Boyd,
Moustapha Alassane, cinéaste du possible (2009, 90 min), realizado por Silvia Bazzoli e Christian Lelong.